# Pilotrichella sinuata
Pilotrichella sinuata là một loài Rêu trong họ Meteoriaceae. Loài này được (Müll. Hal.) Besch. mô tả khoa học đầu tiên năm 1872.